# Johnny och Johanna
Johnny och Johanna är en norsk TV-serie från 2004. Den handlar om en kille som heter Johnny vars mamma har dött. Hans pappa träffar en tjej och Johnny och hans pappa flyttar hem till henne. Hon har en dotter som heter Johanna som ofta hittar på tokigheter. Johnny får först av allt en ny ovän, sedan blir han kompis med ovännen Konrad. Johanna har en bästis vid namn Reka som får känslor för Johnny. Mette som går i Johnnys nya klass är även hon kär i Jonny. Mette är den populära tjejen i skolan och mobbar de andra tjejerna och är elak mot dem. Det blir kamp mellan de båda tjejerna om vem som ska få Johnny och den som fick Johnny är... Johannas pappa Gustav, som är en ganska gammaldags person, verkar ha något emot Johnnys pappa. I huvudrollerna finns: Stig Henrik Hoff, Nikolai Djupesland, Ines Prange och Maiken Kolle Riskild. Den har 12 avsnitt.

## Rollförteckning
- Stig Henrik Hoff - Eddie, Johnnys far (2004-2006)
- Ines Prange - Line, Johannas mor (2004-2006)
- Maiken Kolle Riskild - Johanna (2004-2006)
- Nikolai I.K. Djupesland - Johnny (2004)
- Michael Hansson - Johnny (2005-2006)
- Svein Roger Karlsen - Gustav, Lines ex-man och far till Katrine och Johanna (2004-2006)
- Ole-Jørgen Nilsen - onkel Calle
- Gisken Armand
- Annette Roth - Reka, Johannas bästis (2004-2006)
- Luis Engebrigtsen Bye - Mons, Rekas lillebror
- Anette Lauenborg Waaler - Katrine, Johannas storasyster (2004-2006)
- Mikkel D. Nygaard - Konrad (2004-2006)
- Alexander Langset - Christian (2005)
- Jonathan Harket - Jack (2005-2006)
- Aksel Torvik Knutsen - Robert (2004-2006)
- Marie W. Kristiansen - Siri (2005)
- Victoria Ose - Anne/Vendela (2005-2006)
- Alemka Pinjo
- Mikkel Bratt Silset - Hansa (2005), barndomsvän till Børre och Konrad
- Odin Thune Brønstad - Børre (2005), barndomsvän av Hansa och Konrad
- Trond Brænne
- Rebekka Arnesen - Mette (2004-2006)